# Henryk Reizes
Henryk Reizes (1878 Lvov – 8. nebo 9. listopadu 1931 Vídeň) byl rakouský politik židovské národnosti z Haliče, na počátku 20. století poslanec Říšské rady, v meziválečném období poslanec Sejmu.

## Biografie
Pocházel z židovské rodiny. Vystudoval gymnázium ve Lvově. Před první světovou válkou vydával ve Lvově list Przegląd Poniedziałkowy. Byl městským radním ve Lvově. V době svého působení v parlamentu se uvádí jako redaktor ve Lvově.
Působil také coby poslanec Říšské rady (celostátního parlamentu Předlitavska), kam usedl ve volbách do Říšské rady roku 1911, konaných podle všeobecného a rovného volebního práva. Byl zvolen za obvod Halič 33. Po volbách roku 1911 byl na Říšské radě nezařazeným poslancem. V roce 1918 založil spolu s poslancem Ernestem Breiterem Radikálně demokratickou stranu východní Haliče.
Za první světové války v roce 1914 organizoval pomoc pro židovské běžence v Haliči, kteří prchali před ruskou invazí. Když v roce 1915 rakousko-uherská armáda opětovně dobyla Lvova, zaslal otevřený dopis ruskému ministru zahraničních věcí Sergeji Dmitrijeviči Sazonovi, ve kterém kritizoval protižidovské činy ruské armády.
Veřejně a politicky činným zůstal i v meziválečném období. Od roku 1919 do roku 1927 byl poslancem polského Sejmu (do roku 1922 ústavodárný Sejm). Roku 1919 byl do Sejmu vybrán coby bývalý poslanec Říšské rady. Mandát ale fakticky nevykonával. V řádných volbách roku 1922 kandidoval za formaci Komitet Zjednoczonych Stronnictw Narodowo-Żydowskich. Byl pak členem židovského klubu na Sejmu. Náležel mezi stoupence národní židovské orientace (tedy Židů coby samostatného národa), ale nepatřil mezi sionisty.
Z politiky se stáhl kvůli onemocnění srdce a přesídlil do Vídně. Zemřel v listopadu 1931 v sanatoriu ve Vídni na srdeční chorobu.